# Asplenium ducis aprutii
Asplenium ducis là một loài dương xỉ trong họ Aspleniaceae. Loài này được Pirotta mô tả khoa học đầu tiên năm 1908.
Danh pháp khoa học của loài này chưa được làm sáng tỏ. 